# Kasztelania inflancka
Kasztelania inflancka – kasztelania mieszcząca się niegdyś w województwie inflanckim, z siedzibą (kasztelem) na Inflantach.

## Kasztelanowieinflanccy
| Monarcha                                                                  | Wojewoda                                                                                                | #  | Kasztelan                                                                              | Portret | Herb | Lata sprawowania urzędu                     | Lata życia                                |
| ------------------------------------------------------------------------- | --- | -- | -------------------------------------------------------------------------------------- | ------- | ---- | ------------------------------------------- | ----------------------------------------- |
| Jan III Sobieski                                                          | Jan Teodor Schlieben                                                                                    | 1  | Otto Fryderyk Felkierzamb                                                              |         |      | 1677 – przed 28 kwietnia 1685               | zm. 27 listopada 1705                     |
| Jan III Sobieski                                                          | Jan Teodor Schlieben                                                                                    | 2  | Jan Kos                                                                                |         |      | 28 kwietnia 1685 – 18 czerwca 1688          | 1630 – 15 lutego 1702                     |
| Jan III Sobieski/ August II Mocny/ Stanisław Leszczyński/ August II Mocny | Jan Teodor Schlieben/ Jan Andrzej Plater/ Otto Fryderyk Felkerzamb/ Fabian Plater/ Stefan Karol Grothus | 3  | Władysław Franciszek Berg Władysław Franciszek Berg, Berk, Bork von Carmel h. własnego |         |      | 25 czerwca 1688 – przed 21 czerwca 1710     | zm. przed 21 czerwca 1710                 |
| August II Mocny                                                           | Stefan Karol Grothus/ Józef Kos                                                                         | 4  | Piotr Jerzy Przebendowski                                                              |         |      | 21 czerwca 1710 – 20 lutego 1713            | ok. 1674 – 29 maja 1755                   |
| August II Mocny                                                           | Piotr Jerzy Przebendowski                                                                               | 5  | Łukasz z Jałowa Baranowicz                                                             |         |      | 3 lutego 1717 – ok. 19 listopada 1718       | zm. w 1739                                |
| August II Mocny                                                           | Piotr Jerzy Przebendowski/ Antoni Andrzej Morsztyn                                                      | 6  | Jan Schrötter Jan Szretter h. własnego                                                 |         |      | 19 listopad 1718 – 6 września 1726          | zm. 6 września 1726                       |
| August II Mocny/ Stanisław Leszczynski/ August III Sas                    | Antoni Andrzej Morsztyn                                                                                 | 7  | Aleksander Przezdziecki                                                                |         |      | 25 listopada 1726 – 11 września 1733        | zm. przed 24 października 1734            |
| Stanisław Leszczyński/ August III Sas                                     | Antoni Andrzej Morsztyn/ Jan Ludwik Plater/ Franciszek Jakub Szembek                                    | 8  | Mikołaj z Wybranowa Swinarski                                                          |         |      | 28 grudnia 1734 – 16 maja 1737              | ur. 1711, Obra - 16 maja 1737, Lubasz     |
| August III Sas                                                            | Franciszek Jakub Szembek                                                                                | 9  | Jan Michał Strutyński                                                                  |         |      | 12 lipca 1737 – ok. 1 sierpnia 1744         | zm. w 1746                                |
| August III Sas                                                            | Franciszek Jakub Szembek                                                                                | 10 | Jan August Hylzen Jan August von Huelsen                                               |         |      | 1 sierpnia 1744 - 1754                      | 1702 - 14 lutego 1767, Warszawa           |
| August III Sas                                                            | Franciszek Jakub Szembek                                                                                | 11 | Jan Justynian Niemirowicz Szczytt                                                      |         |      | 12 lipca 1754 - ok. 14 listopada 1760       | 26 sierpnia 1705 - 14 lutego 1767         |
| August III Sas/ Stanisław August Poniatowski                              | Franciszek Jakub Szembek/ Jan Andrzej Borch                                                             | 12 | Józef Jerzy Hylzen                                                                     |         |      | 14 listopada 1760 - 14 lutego 1767          | 25 stycznia 1736 - 31 sierpnia 1786, Rzym |
| Stanisław August Poniatowski                                              | Jan Andrzej Borch/ Stanisław Brzostowski                                                                | 13 | Józefat Zyberk Jozafat/Józefat Sieberg von Wischling                                   |         |      | 17 lutego 1767 - 20 czerwca 1769            |                                           |
| Stanisław August Poniatowski                                              | Józefat Zyberg/ Jan Tadeusz Zyberg                                                                      | 14 | Jan Ignacy Lewicki                                                                     |         |      | 1 lipca 1769 - ok. 3 października 1778      | zm. w 1788                                |
| Stanisław August Poniatowski                                              | Jan Tadeusz Zyberg/ Kasper Rogalina Rogaliński/ Adam Ewald Felkerzamb                                   | 15 | Jan Mier                                                                               |         |      | 3 października 1778 - 6 sierpnia 1790       | zm. 6 sierpnia 1790                       |
| Stanisław August Poniatowski                                              | Adam Ewald Felkerzamb                                                                                   | 16 | Antoni Kossakowski                                                                     |         |      | 20 październik 1790 - 1795/25 września 1798 | 1735 - 25 września 1798                   |